# NGC 4402
NGC 4402 é uma galáxia espiral (Sb), localizada na direcção da constelação de Virgo. Possui uma declinação de +13° 06' 47" e uma ascensão recta de 12 horas, 26 minutos e 07,8 segundos.